# Nekrolog 1459
Nekrolog
◄◄
| ◄
| 1455
| 1456
| 1457
| 1458
| 1459 | 1460 | 1461 | 1462 | 1463 | ► | ►►
Weitere Ereignisse | Allgemeiner Nekrolog 1459
Die Beschreibung der verstorbenen Person sollte so kurz wie möglich gehalten sein und nur deren signifikante Tätigkeit(en) enthalten.
Neue Namen ggf. auch unter dem Geburts- und Sterbedatum, also etwa unter 1. Januar und im Geburts- und Sterbejahr (2024) eintragen (nur bei entsprechender großer Wichtigkeit). Für Beispiele siehe die schon vorhandenen Artikel.
Außerdem über die fünf zuletzt Verstorbenen, zu denen es einen ausreichend guten Artikel für eine Präsentation auf der Hauptseite gibt, nach der todesbedingten Überarbeitung der Artikel ggf. auch unter Wikipedia Diskussion:Hauptseite informieren und sie am besten auch in den anderen Wikipedia-Sprachversionen eintragen. Tipp: Regelmäßig bei news.google.de nach „ist tot“, „gestorben“ oder „verstorben“ suchen.
Wenn eine Person gestorben ist, gibt es viele Seiten zu dieser Person in der Wikipedia, die davon auch betroffen sind und entsprechend aktualisiert werden müssen. Beispiele: Namenübersichtsseite, Geburtsjahr, Geburtsort-Seiten und viele mehr.
Wie finde ich die betroffenen Seiten?
Im Suchfeld auf der linken Seite gibt man den Suchbegriff so ein: „Vorname Nachname“. Dann klickt man auf Volltext und alle Seiten mit entsprechendem Suchtext werden aufgerufen. Hier sieht man dann schnell, wo auch das Todesjahr Sinn macht oder sogar ein Teil des Artikels angepasst werden muss. Auch hilft das „Werkzeug“ auf der linken Seite sehr gut, um solche Seiten aufzufinden: „Links auf diese Seite“. Somit ist die Wikipedia wieder aktuell in allen Bereichen! Hinweis: bei Eintragung der Kategorie „Gestorben JAHR“ wird der Missbrauchsfilter 49 ausgelöst, was jedoch nicht schlimm ist. Siehe: Spezial:Missbrauchsfilter/49
Dies ist eine Liste von im Jahr 1459 verstorbenen bekannten Persönlichkeiten. Die Einträge erfolgen innerhalb der einzelnen Daten alphabetisch sortiert. Tiere sind im Nekrolog für Tiere zu finden.

## Januar
| Tag       | Name           | Beruf, bekannt als | Alter | Beleg |
| --------- | -------------- | ------------------ | ----- | ----- |
| 6. Januar | Thomas Ferrers | englischer Ritter  |       |       |

## Februar
| Tag         | Name                                 | Beruf, bekannt als                                                             | Alter | Beleg |
| ----------- | ------------------------------------ | ------------------------------------------------------------------------------ | ----- | ----- |
| 14. Februar | Stefan von Pfalz-Simmern-Zweibrücken | Pfalzgraf und Herzog von Pfalz-Simmern und Pfalz-Zweibrücken, Graf von Veldenz | 73    |       |
| 15. Februar | Stephan Bodecker                     | Reformbischof am Dom St. Peter und Paul zu Brandenburg an der Havel            |       |       |
| 20. Februar | Thomas Stanley, 1. Baron Stanley     | englischer Adeliger und Politiker                                              |       |       |
| 28. Februar | Wilhelm I. von Limburg-Broich        | Graf von Limburg, Herr zu Broich                                               |       |       |
| 28. Februar | Wilhelm I. von Limburg-Styrum        | deutscher Adliger                                                              |       |       |

## März
| Tag     | Name         | Beruf, bekannt als                        | Alter | Beleg |
| ------- | ------------ | ----------------------------------------- | ----- | ----- |
| 3. März | Ausiàs March | valencianischer Schriftsteller und Ritter |       |       |

## April
| Tag       | Name                     | Beruf, bekannt als                                                                     | Alter | Beleg |
| --------- | ------------------------ | -------------------------------------------------------------------------------------- | ----- | ----- |
| 7. April  | Johann Altzheim          | deutsch-österreichischer Ordensgeistlicher und Theologe, Abt des Stiftes Heiligenkreuz |       |       |
| 20. April | Konrad Bayer von Boppard | Bischof von Metz                                                                       |       |       |

## Mai
| Tag     | Name                         | Beruf, bekannt als                                 | Alter | Beleg |
| ------- | ---------------------------- | -------------------------------------------------- | ----- | ----- |
| 5. Mai  | Anton von Rotenhan           | deutscher römisch-katholischer Bischof von Bamberg |       |       |
| 6. Mai  | Dietrich Schenk von Erbach   | Erzbischof von Mainz (1434 bis 1459)               |       |       |
| 21. Mai | Thiébaut VIII. de Neufchâtel | Großmeister von Frankreich                         |       |       |
| Mai     | Giovanni Aurispa             | italienischer Humanist                             |       |       |

## Juni
| Tag     | Name     | Beruf, bekannt als  | Alter | Beleg |
| ------- | -------- | ------------------- | ----- | ----- |
| 9. Juni | Shōtetsu | japanischer Dichter |       |       |

## August
| Tag        | Name              | Beruf, bekannt als                                        | Alter | Beleg |
| ---------- | ----------------- | --------------------------------------------------------- | ----- | ----- |
| 27. August | Jaime de Portugal | römisch-katholischer Geistlicher, Erzbischof und Kardinal | 25    |       |

## September
| Tag          | Name                           | Beruf, bekannt als    | Alter | Beleg |
| ------------ | ------------------------------ | --------------------- | ----- | ----- |
| 2. September | Siegfried III. von Venningen   | Bischof von Speyer    |       |       |
| 3. September | Nicolaus Böddeker              | norddeutscher Bischof |       |       |
| 6. September | Katharina von Nassau-Beilstein | Gräfin von Hanau      |       |       |

## Oktober
| Tag         | Name                       | Beruf, bekannt als                                                                                   | Alter | Beleg |
| ----------- | -------------------------- | --- | ----- | ----- |
| 16. Oktober | Hinrich von der Hude       | Großkaufmann, Ratsherr in Bremen                                                                     |       |       |
| 19. Oktober | Johann VIII. von Heinsberg | Bischof von Lüttich (1419–1455)                                                                      |       |       |
| 25. Oktober | Khan Jahan Ali             | türkischstämmiger Heerführer unter dem in Delhi herrschenden Tughluq-Sultan Nasir-ud-din Mahmud Shah |       |       |
| 27. Oktober | Giannozzo Manetti          | italienischer Humanist und Politiker                                                                 | 63    |       |
| 30. Oktober | Poggio Bracciolini         | italienischer Humanist der Renaissance                                                               | 79    |       |

## November
| Tag         | Name            | Beruf, bekannt als                | Alter | Beleg |
| ----------- | --------------- | --------------------------------- | ----- | ----- |
| 5. November | John Fastolf    | englischer Ritter                 |       |       |
| 9. November | Hans von Baysen | preußischer Ritter und Staatsmann |       |       |

## Dezember
| Tag          | Name             | Beruf, bekannt als       | Alter | Beleg |
| ------------ | ---------------- | ------------------------ | ----- | ----- |
| 4. Dezember  | Adolf VIII.      | Graf von Holstein        |       |       |
| 20. Dezember | Petrus II. Vältl | bayerischer Benediktiner |       |       |

## Datum unbekannt
| Tag | Name                      | Beruf, bekannt als                                                    | Alter | Beleg |
| --- | ------------------------- | --------------------------------------------------------------------- | ----- | ----- |
|     | Akşemseddin               | islamischer Religionsgelehrter                                        |       |       |
|     | Antoninus von Florenz     | dominikanischer Theologe, Prior von San Marco, Erzbischof von Florenz |       |       |
|     | Godeke Burmeister         | Kaufmann und Ratsherr der Hansestadt Lübeck                           |       |       |
|     | Erik VII.                 | König der Kalmarer Union, Herzog von Pommern-Stolp                    |       |       |
|     | Gregor III. Mammas        | Patriarch von Konstantinopel                                          |       |       |
|     | Hendrik IV. van Montfoort | Burggraaf von Montfoort                                               |       |       |
|     | Fra Mauro                 | venezianischer Mönch, Kartograf                                       |       |       |
|     | Jacques Morel             | französischer Bildhauer                                               |       |       |
|     | Henman Offenburg          | Schweizer Kaufmann, Politiker, Diplomat und Chronist                  |       |       |